# Sanni Maija Franssi
Sanni Maija Franssi (Vaasa, 19 de març de 1995) és una futbolista finlandesa que juga com a davantera a la Reial Societat de la Liga Iberdrola, i a la selecció de Finlàndia.

## Trajectòria
El 2016, Franssi va ser nomenada Jugadora de la Temporada de la Naisten Liiga després d'assolir 20 gols amb el seu club, el PK-35. Franssi va passar la temporada 2016-17 al FC Zürich Frauen, marcant 18 gols i acabant com a subcampiones darrere del FC Neunkirch tant a la Nationalliga A com a la Copa femenina de Suïssa. Va tornar al PK-35 el juliol de 2017, només per fitxar al setembre pel club de la Sèrie A Juventus, que s'acabava de fundar.
El 2020, Franssi fitxa per la Reial Societat de la Primera Divisió espanyola, però es va informar que estava atraient l'interès de diversos clubs a la FA Women's Super League d'Anglaterra.
Franssi va jugar el primer partit com a internacional sènior amb la selecció femenina de Finlàndia el febrer de 2015 contra Suècia. Ja havia representat el seu país a la Copa del Món Femenina Sub-20 de la FIFA 2014.